# A1405PT
A1405PT(えーいちよんまるごーぴーてぃー)は、韓・パンテックが開発し、KDDIおよび沖縄セルラー電話のauブランドで発売した携帯電話である。

## 概要
韓・パンテック社にとっては初めての日本市場向け携帯電話。

## 特徴
- 2005年12月8日当時最小最軽量の3世代折りたたみ型携帯電話
- 解像度はQCIF迄となるが自分で用意した携帯動画変換君を使ってエンコードしたXvidコーデックのファイルも再生可能
- ベースバンドLSIとしてモデムに特化したVIAテクノロジーのチップを使用。そのためマルチメディア処理用にルネサス テクノロジのSH-Mobileを採用している。
- 3GPPコンテナに記録した128KBpsのステレオAACを再生可能
- ジャストシステムのATOKと連想変換のAPOTを搭載し、効率の高い変換が可能（関西弁対応）
- ヤマハの音源LSIであるYMU765「MA-5」を搭載し、最大64音同時発声の高音質サラウンド、SMAFによる150KBまでのえせ着うたに対応
- アンテナを内蔵し、突起のないデザインを実現
- 非常ブザー機能搭載
- Javaをベースとした専用ゲームアプリ(ブロック崩し)をプリセット
- ASYNC通信に対応していた遺恨はあるがASYNC通信には対応しない
- フジテレビ系連続ドラマ「アンフェア」にて、主演の篠原亮子が演じた雪平夏美が利用していた携帯電話端末である。

## 対応サービス
- EZ着うた
- EZ待ちうた
- EZムービー
- ムービーメール(L)
- フォトメール

## 付属品・オプション

### 付属品
- 卓上ホルダ - 1405PUA
- 電池パック(3.7V 770mAh) - 1405UAA

### オプション
- 共通ACアダプタ01 - 0202PQA
- 共通DCアダプタ01 - 0201PEA
- USBケーブルC - C020HRA
- 平型スイッチ付イヤホンマイク - 0201QLA
- 平型ステレオイヤホンマイク - 0201QMA
- auキャリングケースDグレー - 0103FCA

## 歴史
- 2005年5月19日：「CDMA A1405PT」としてテュフ・ラインランド・ジャパン（株）による工事設計認証(005XZAA0007)を受ける
- 2005年8月10日：パンテックグループの携帯電話を2005年末までに発売すると発表
- 2005年10月11日:11月下旬に発売と発表
- 2005年12月8日:12月9,10,16日に発売開始と発表
- 2005年12月9日:北海道、北陸、中国、九州各エリアで発売開始
- 2005年12月10日:関東、中部、関西、四国、沖縄各エリアで発売開始、EZweb周りの初期設定失敗に対するソフトウェア更新
- 2005年12月16日:東北エリアで発売開始
- 2006年7月19日:ソフトウェア更新